# Lugo di Vicenza
Lugo di Vicenza är en ort och kommun i provinsen Vicenza i regionen Veneto i Italien. Kommunen hade 3 636 invånare (2018).